# 灰蓟
灰蓟（学名：Cirsium griseum）为菊科蓟属的植物，是中国的特有植物。分布于中国大陆的贵州、云南、四川等地，生长于海拔2,800米至3,000米的地区，常生于山谷或山坡草地，目前尚未由人工引种栽培。